# Новий Двур (Олесницький повіт)
Новий Двур (пол. Nowy Dwór) — село в Польщі, у гміні Сицув Олесницького повіту Нижньосілезького воєводства.
Населення — 335 осіб (2011).
У 1975-1998 роках село належало до Каліського воєводства.

## Демографія
Демографічна структура станом на 31 березня 2011 року:
|          | Загалом | Допрацездатний вік | Працездатний вік | Постпрацездатний вік |
| -------- | ------- | ------------------ | ---------------- | -------------------- |
| Чоловіки | 163     | 38                 | 109              | 16                   |
| Жінки    | 172     | 29                 | 105              | 38                   |
| Разом    | 335     | 67                 | 214              | 54                   |